# Oersted (unidade)
Oersted é a unidade CGS de intensidade do campo magnético (ou intensidade magnética). 

## Definição
1 Oersted (1 Oe) vale exatamente {\displaystyle {\frac {1000}{4\pi }}} ampères por metro, o que equivale a 79,57747 A/m.

## Denominação
A unidade recebeu esse nome em homenagem a Hans Christian Ørsted, que descobriu, em 1820, que as correntes elétricas podem criar campos magnéticos, estabelecendo assim um dos marcos iniciais do estudo do Eletromagnetismo.